# 波彭廷湖
53°27′49″N 12°31′46″E / 53.46361°N 12.52944°E
波彭廷湖（德語：Poppentiner See），是德國的湖泊，位於該國東北部梅克倫堡-前波美拉尼亞州，由梅克倫堡湖區郡負責管轄，長0.4公里、寬0.2公里，面積0.06平方公里，海拔高度78米。